# 拉金德拉·坎贝尔
拉金德拉·坎贝尔（英語：Rajindra Campbell，1996年2月29日—），牙买加男子田径运动员，主攻铅球，2023年牙买加全国锦标赛男子铅球金牌得主、2024年夏季奥林匹克运动会男子铅球铜牌得主。